# Châteaux japonais authentiques

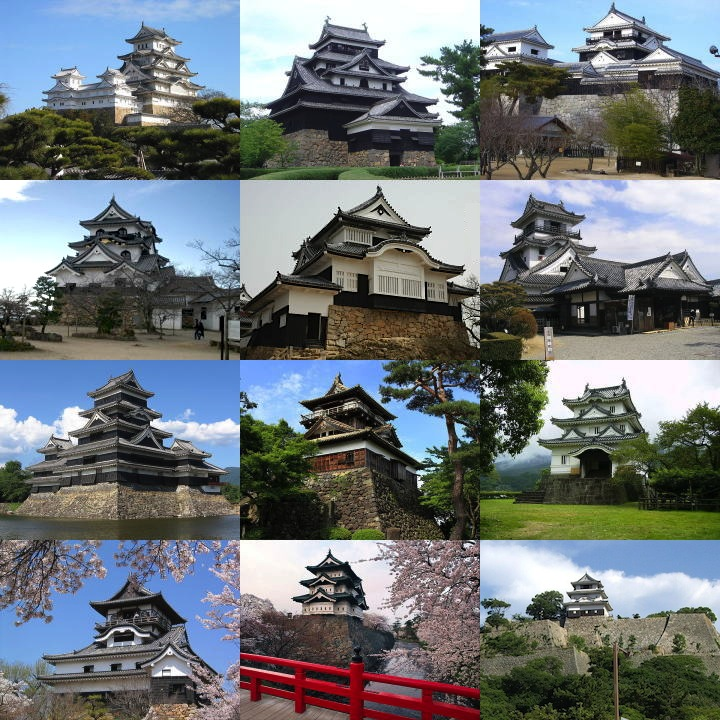
Les douze châteaux japonais authentiques.

Les châteaux japonais authentiques ou châteaux originaux (現存天守, litt. « donjon existant ») sont des châteaux dont la tour principale (tenshu), construite au cours de l'époque d’Edo ou antérieurement, a été conservée telle quelle. 
Il existe trois autres catégories de châteaux japonais : les châteaux reconstruits, les châteaux recréés et les châteaux créés. Aujourd'hui, il n'en reste que douze, sur les deux centaines qui existaient durant l'ère Edo,.

## Aperçu

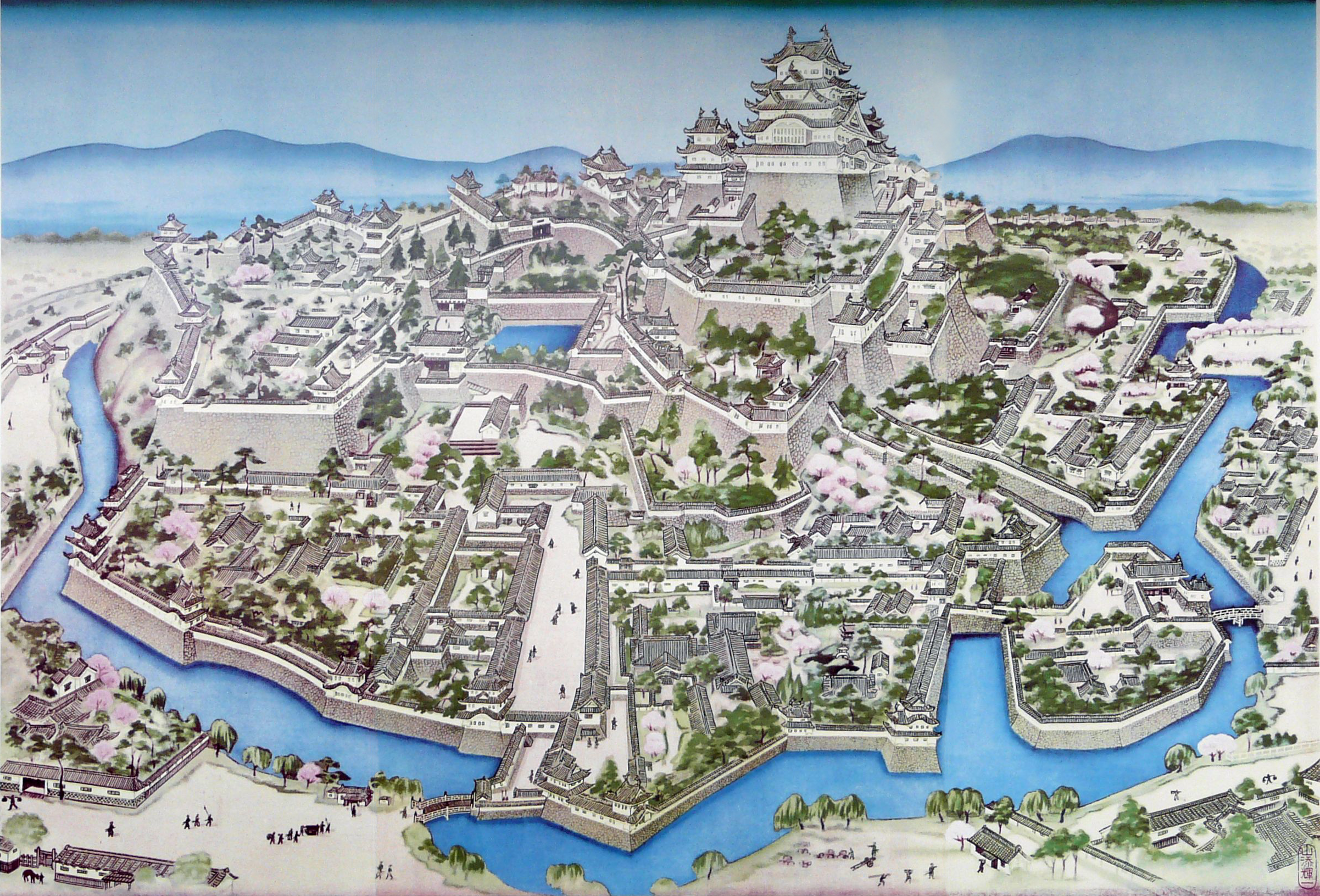
Château de Himeji en vue aérienne.

Pour qu'une tour principale soit considérée authentique, il n’est pas nécessaire qu'elle soit exactement dans le même état que lors de sa construction originelle. On observe divers degrés de préservation :  
- rénovées à de nombreuses reprises, les tours principales de Himeji et de Hikone sont conservées quasiment intactes depuis leur première construction ;
- les tours principales d'Inuyama, de Matsumoto, de Matsue et de Kōchi ont été conservées quasiment intactes depuis qu'elles ont été modifiées/reconstruites à l'époque où les châteaux étaient encore actifs ;
- certains bâtiments annexes du château d'Uwajima ont été détruits par le feu ou rénovés ;
- laissés pendant plusieurs années à l'abandon après la restauration de Meiji, certains bâtiments des châteaux de Bitchu Matsuyama, de Matsuyama, de Hirosaki et de Marugame ont été démantelés ou ont disparu, et n'en subsiste quasiment que la tour principale ;
- la tour principale du château de Maruoka s'est écroulée lors du séisme de Fukui de 1948, puis a été reconstruite dans ses matériaux d'origine.

## Contexte
Devenu le symbole par excellence du château japonais, le premier tenshu aurait été bâti par Oda Nobunaga. À l'époque de la bataille de Sekigahara (1600), la construction des châteaux connut son apogée, avant que la fin de l'époque d'Edo et l'abolition du système féodal n'entrainent la démolition d'un grand nombre d'entre eux, accompagnée de l'interdiction d'en bâtir de nouveaux et de rénover ceux existants. De plus, certains tenshu détruits dans des catastrophes naturelles au cours de l'époque d'Edo ne furent pas reconstruits (château d'Edo, château d'Osaka), ce qui contribua encore à diminuer le nombre de châteaux authentiques. D'autres tenshu furent perdus dans les conflits de la fin d'Edo et de l'époque de Meiji, dans des catastrophes naturelles ou encore lors du bombardement du Japon au cours de la guerre du Pacifique.
Jusque dans les années 1940, on comptait vingt châteaux authentiques, qui étaient désignés comme biens culturels importants. Les bombardements américains firent disparaître sept châteaux : ceux de Nagoya (détruit le 14 mai 1945), d'Okayama (le 29 juin 1945), de Wakayama (le 9 juillet 1945), d'Ōgaki (le 29 juillet 1945), de Mito (le 2 août 1945), de Hiroshima (le 6 août 1945, lors du bombardement atomique de la ville), et de Fukuyama (le 8 août 1945). Enfin, le château de Matsumae fut perdu dans un incendie le 5 juin 1949.
Depuis cette dernière disparition, les châteaux authentiques sont au nombre de douze, dont certains sont classés en tant que trésors nationaux.

## Les douze châteaux authentiques

### Généralités
Les douze châteaux authentiques qui subsistent aujourd’hui sont tous désignés biens culturels importants. Parmi eux, les châteaux de Matsumoto, d’Inuyama, de Hikone, de Himeji et de Matsue sont également des trésors nationaux. De par leur haute valeur historique, le moindre des travaux de maintenance qu’ils nécessitent est effectué sous la direction de l'Agence pour les Affaires culturelles et mobilise des moyens financiers importants.   
Au Japon, on les qualifie souvent de « vrais châteaux », en opposition aux châteaux dont le tenshu a été rebâti après l'époque féodale. En raison de leur nombre, ils sont souvent utilisés pour illustrer les douze mois de l'année.

### Caractéristiques
Les tenshu sont décrits ci-après  dans l'ordre dans lequel ils apparaissent au classement des Cent châteaux japonais remarquables. L'année de construction indiquée concerne le tenshu dans sa forme actuelle. Il peut avoir présenté des architectures différentes par le passé. 

### Château de Hirosaki

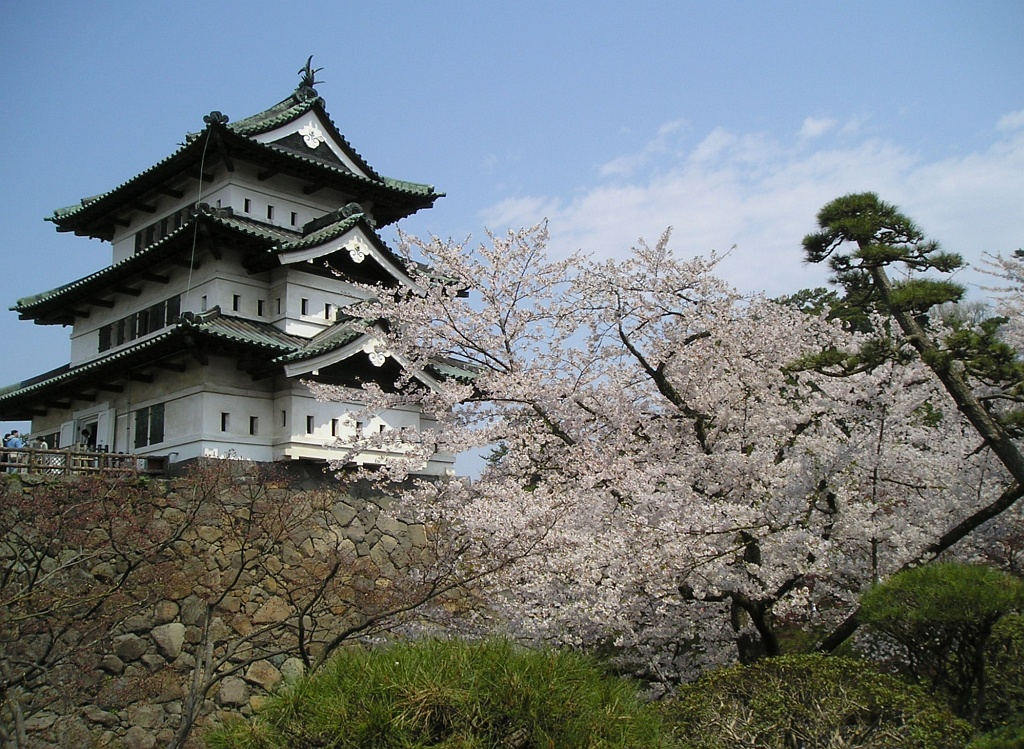
Tenshu du château de Hirosaki.

- Ville de Hirosaki, préfecture d'Aomori.
- Construit en 1611 - Abandonné en 1871.
- Année de construction du tenshu : 1810.
- Bâtisseurs : Tsugaru Tamenobu, Tsugaru Nobuhira.
- Principal restaurateur : Tsugaru Yasuchika.
- Emblème représentatif : pivoine de Tsugaru.
- Patrimoine : site historique, bien culturel important (neuf éléments).
- Autres distinctions : figure parmi les cent plus beaux paysages de cerisiers en fleurs du Japon, les cent parcs historiques du Japon, les cent châteaux japonais remarquables (en quatrième place), les cent plus beaux lieux d'Histoire du Japon.

### Château de Matsumoto

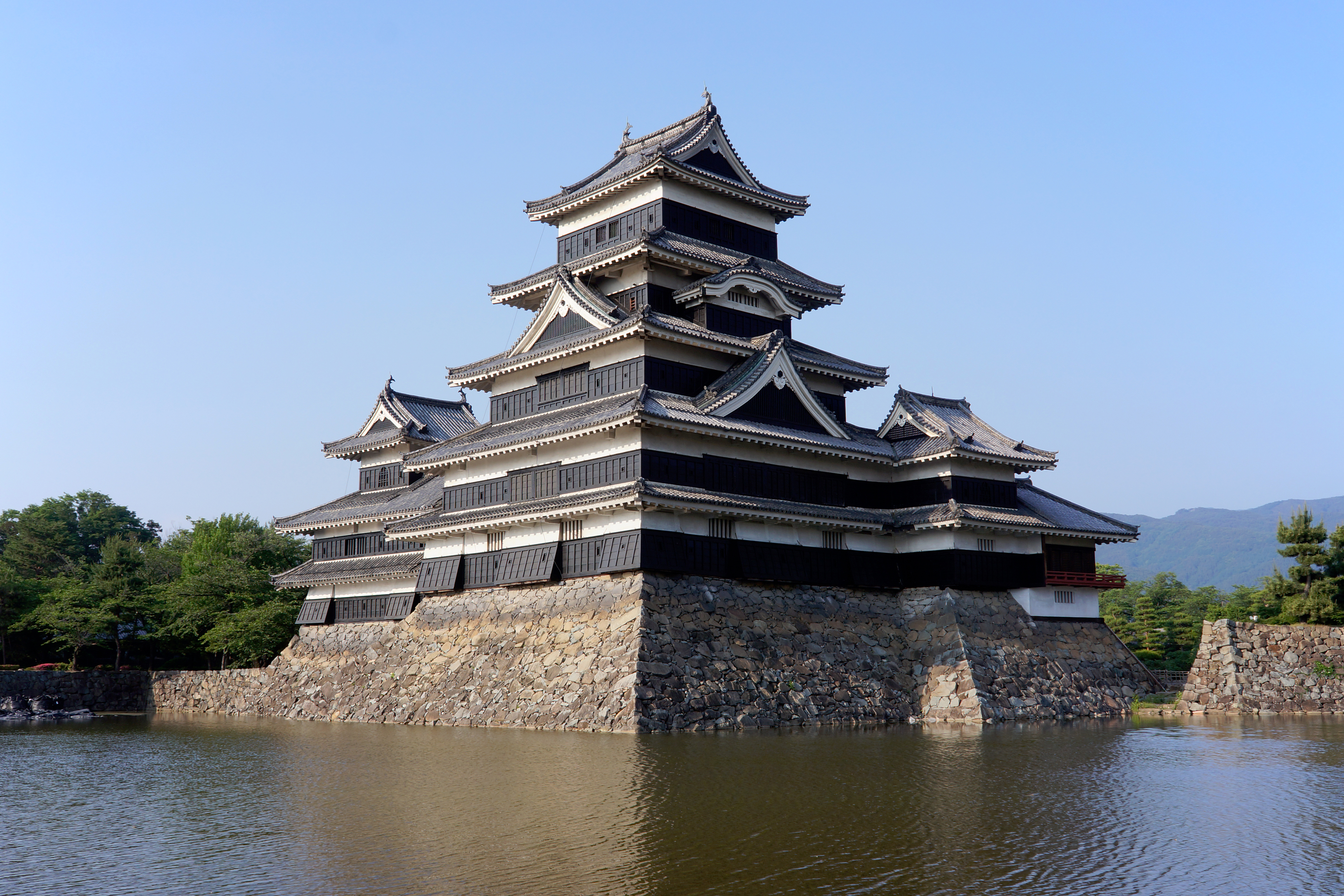
Tenshu du château de Matsumoto.

- Ville de Matsumoto, Préfecture de Nagano.
- Construit de 1593 à 1594  - Abandonné en 1871.
- Année de construction du tenshu : le petit tenshu aurait été construit en 1591, le grand en 1615.
- Bâtisseurs : Ishikawa Kazumasa, Ishikawa Yasunaga.
- Principal restaurateur : Matsudaira Naomasa.
- Emblème représentatif : « Sasarindō ».
- Patrimoine : site historique, trésor national (cinq éléments).
- Autres distinctions : figure parmi les cent parcs historiques du Japon, les cent châteaux japonais remarquables (à la vingt-neuvième place), les cent plus beaux lieux d'Histoire du Japon.

### Château de Maruoka

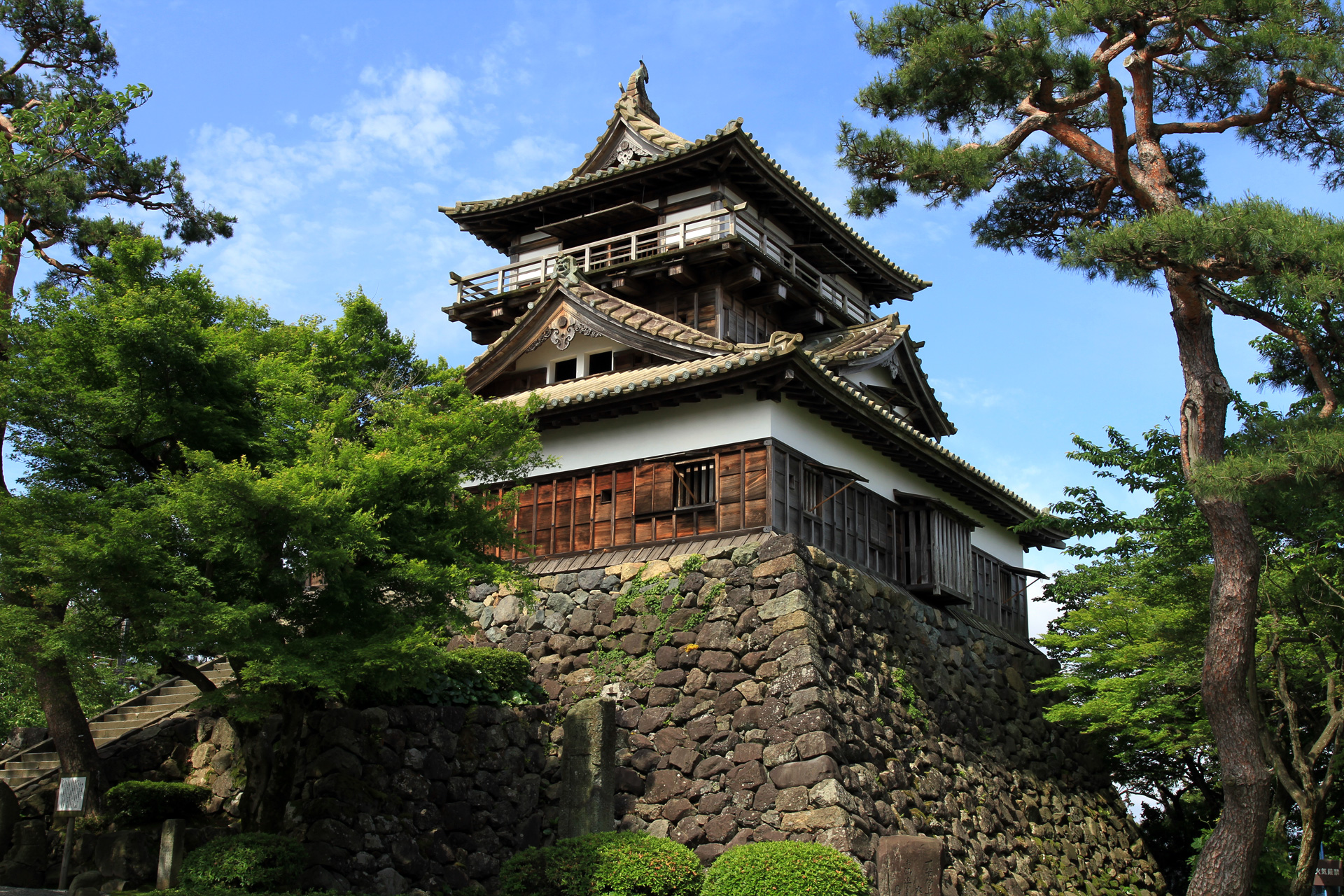
Tenshu du château de Maruoka.

- Ville de Sakai, Préfecture de Fukui.
- Construit en 1576 - Abandonné en 1871.
- Année de construction du tenshu : époque de Kan'ei (1624-1644).
- Bâtisseur : Shibata Katsutoyo.
- Restaurateur principal : inconnu.
- Patrimoine :  bien culturel important (un élément).
- Autres distinctions : figure parmi les cent plus beaux paysages de cerisiers en fleurs du Japon, les cent parcs historiques du Japon, les cent châteaux japonais remarquables (trente-sixième place).

### Château d'Inuyama
- Ville d'Inuyama, préfecture d'Aichi.

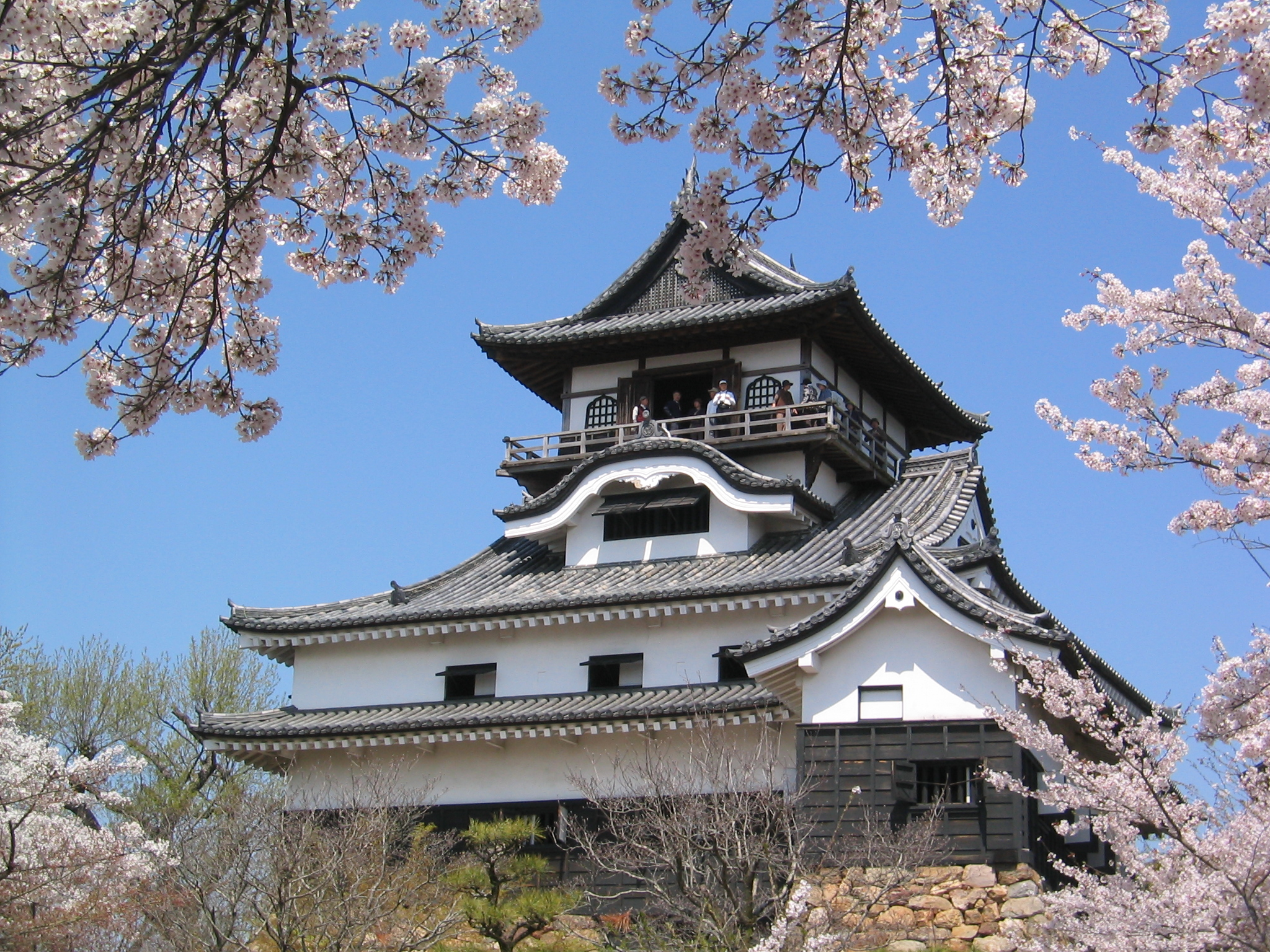
Tenshu du château d'Inuyama.

- Construit en 1469 - Abandonné en 1871
- Année de construction du tenshu : 1601
- Bâtisseur : Oda Hirochika
- Restaurateur principal : Oda Nobuyasu
- Patrimoine : site historique, trésor national (un élément)
- Autres désignations : figure parmi les cent châteaux japonais remarquables  (quarante-troisième place) et les cent plus beaux lieux d'Histoire du Japon.

### Château de Hikone

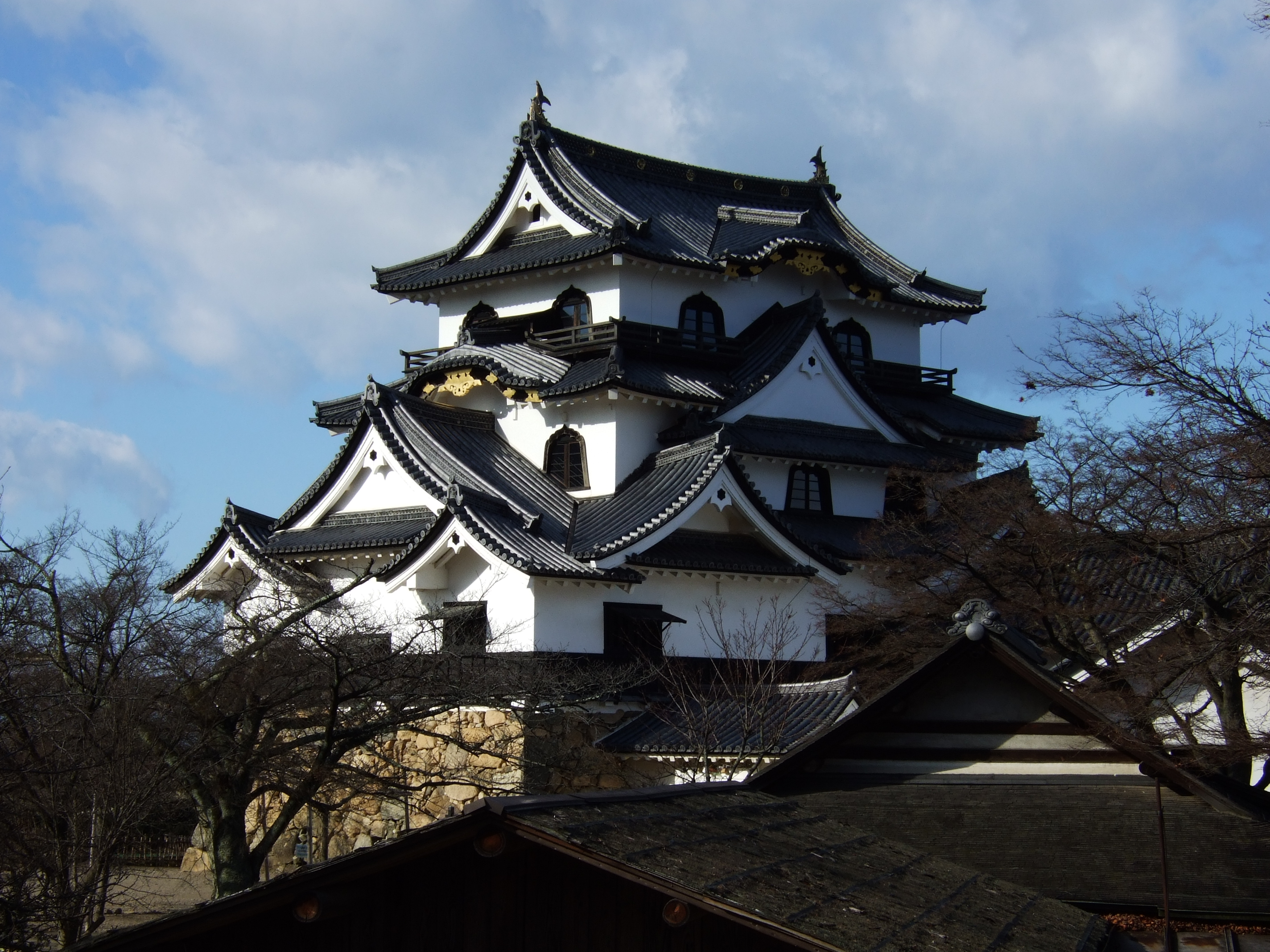
Tenshu du château de Hikone.

- Ville de Hikone, Préfecture de Shiga.
- Construit en 1622 - Abandonné en 1874.
- Année de construction du tenshu : 1606.
- Bâtisseur : Naotsugu Ii.
- Restaurateur principal : aucun.
- Patrimoine : lieu historique spécial, trésor national (deux éléments), bien culturel important (cinq éléments).
- Autres désignations : figure parmi les cent parcs historiques du Japon, les cent châteaux japonais remarquables (cinquantième place), les cent plus beaux lieux d'Histoire du Japon.

### Château de Himeji

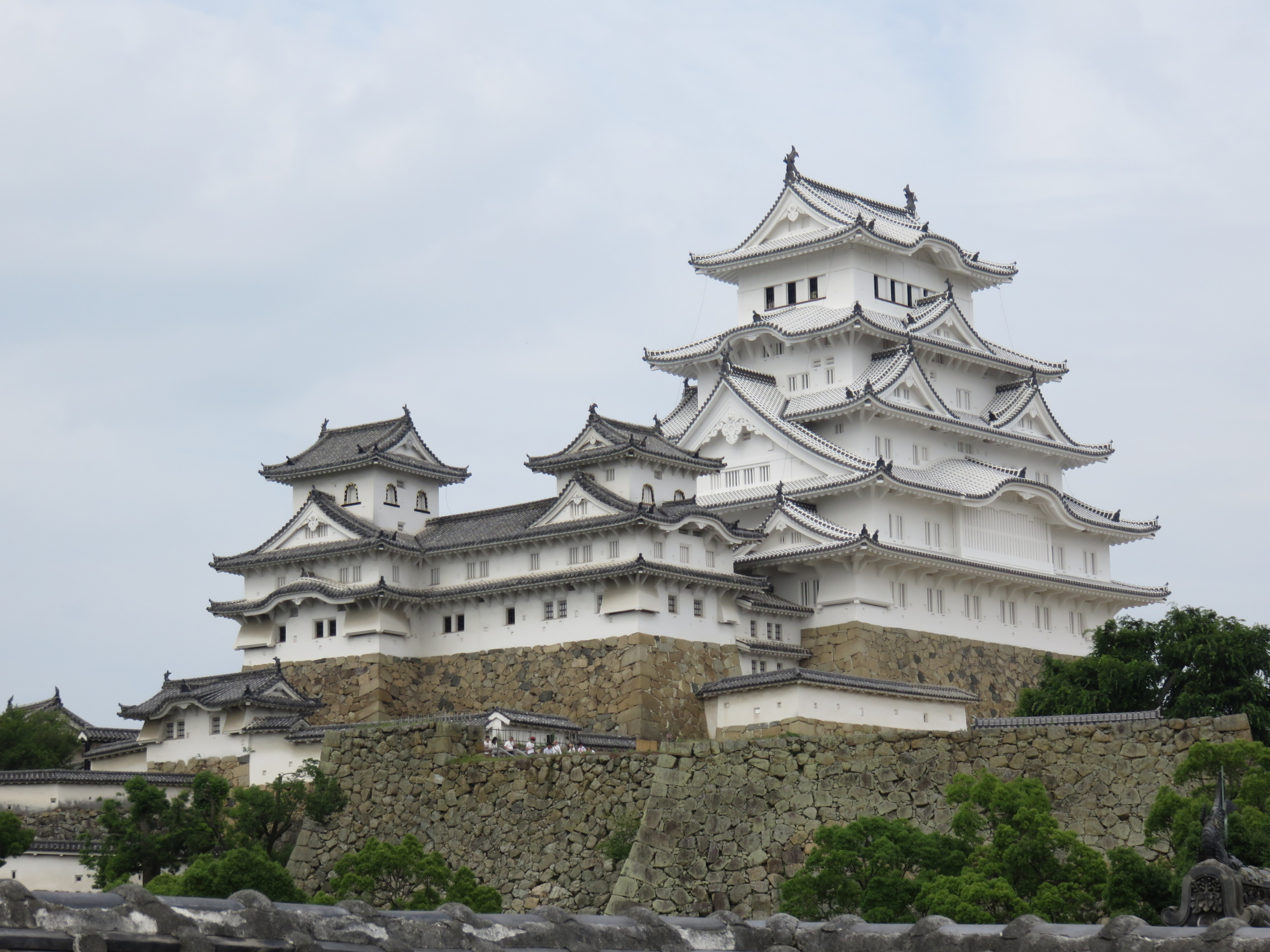
Tenshu du château de Himeji.

- Ville de Himeji, préfecture de Hyōgo.
- Construit en 1346 - Abandonné en 1871.
- Année de construction du tenshu : 1601.
- Construit par : Akamatsu Sadanori.
- Principaux restaurateurs : Kuroda Takataka, Ikeda Terumasa.
- Patrimoine : lieu historique spécial, trésor national (huit éléments), bien culturel important (soixante-quatorze éléments).
- Autres désignations : classé au Patrimoine mondial de l'UNESCO, figure parmi les cent plus beaux paysages de cerisiers en fleurs du Japon, les cent parcs historiques du Japon, les cent châteaux japonais remarquables (cinquante-neuvième place), les cent plus beaux lieux d'Histoire du Japon.

### Château de Matsue

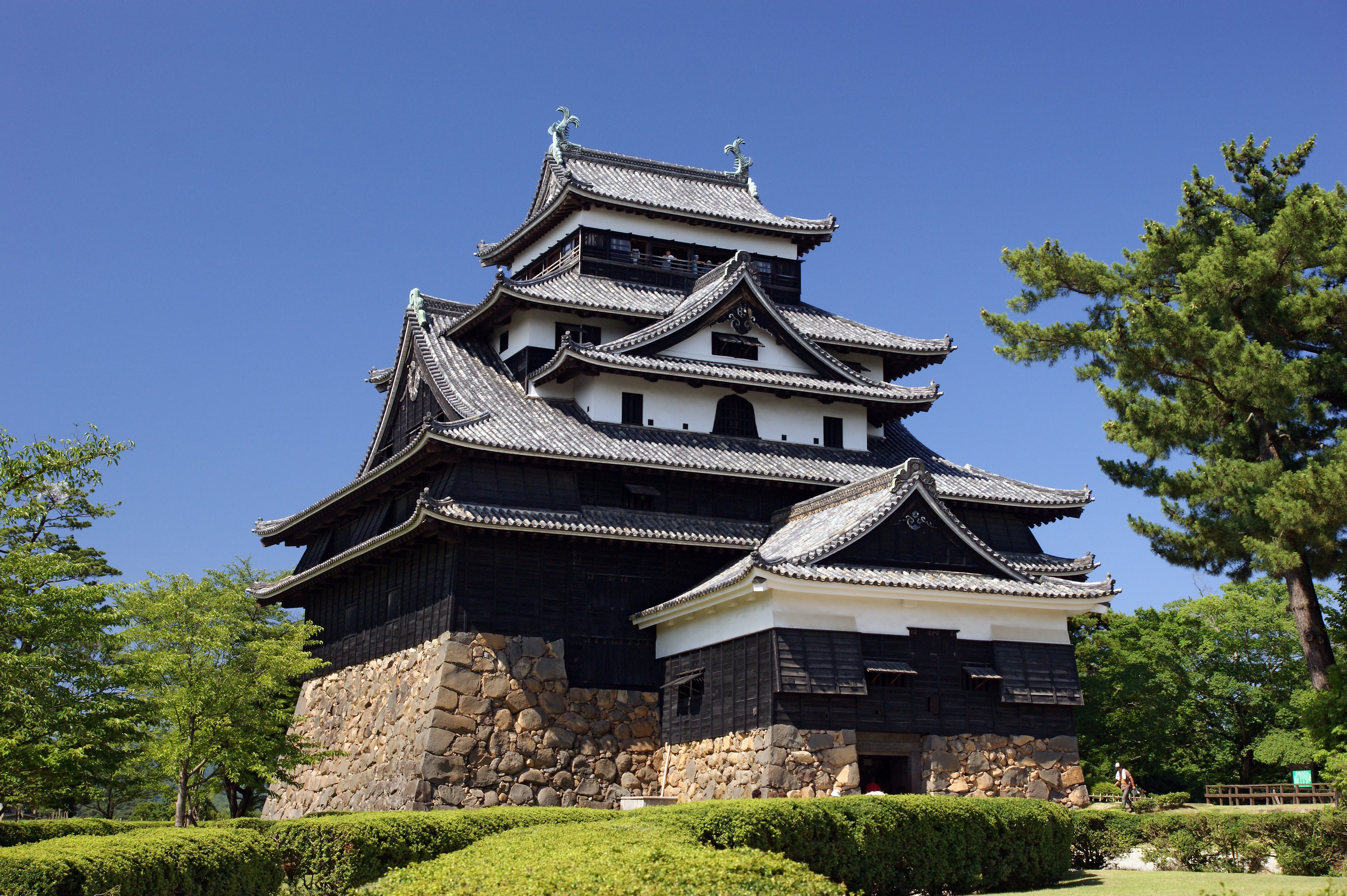
Tenshu du château de Matsue.

- Ville de Matsue, préfecture de Shimane.
- Construit en 1611 - Abandonné en 1871.
- Année de construction du tenshu : 1607.
- Bâtisseur : Horio Yoshiharu.
- Restaurateur principal : Kyogoku Tadataka.
- Patrimoine : site historique, un trésor national.
- Autres désignations : figure parmi les cent plus beaux paysages de cerisiers en fleurs du Japon, les cent parcs historiques du Japon, les cent châteaux japonais remarquables  (soixante-quatrième place), les cent plus beaux lieux d'Histoire du Japon.

### Château de Bitchū Matsuyama

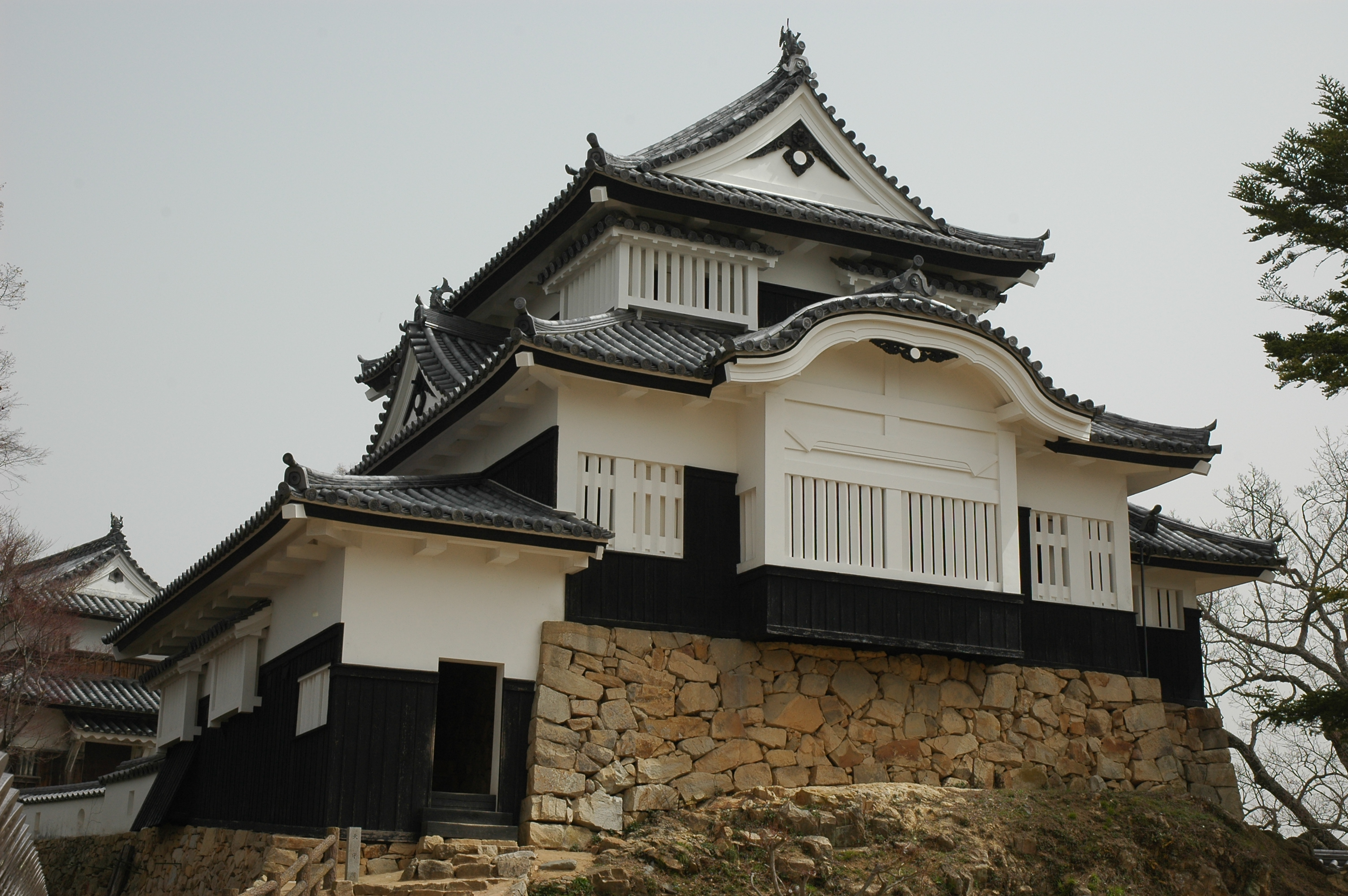
Tenshu du château de Bitchū Matsuyama.

- Ville de Takahashi, Préfecture d'Okayama.
- Construit en 1240 - Abandonné en 1874.
- Année de construction du tenshu : 1681.
- Bâtisseur : Akiba Shigenobu.
- Principaux restaurateurs : Mimura Motochika, Mizunoya Katsumune.
- Patrimoine : site historique, bien culturel important (trois éléments).
- Autres désignations : figure parmi les cent châteaux japonais remarquables (soixante-huitième place) et les cent plus beaux lieux d'Histoire du Japon.

### Château de Marugame

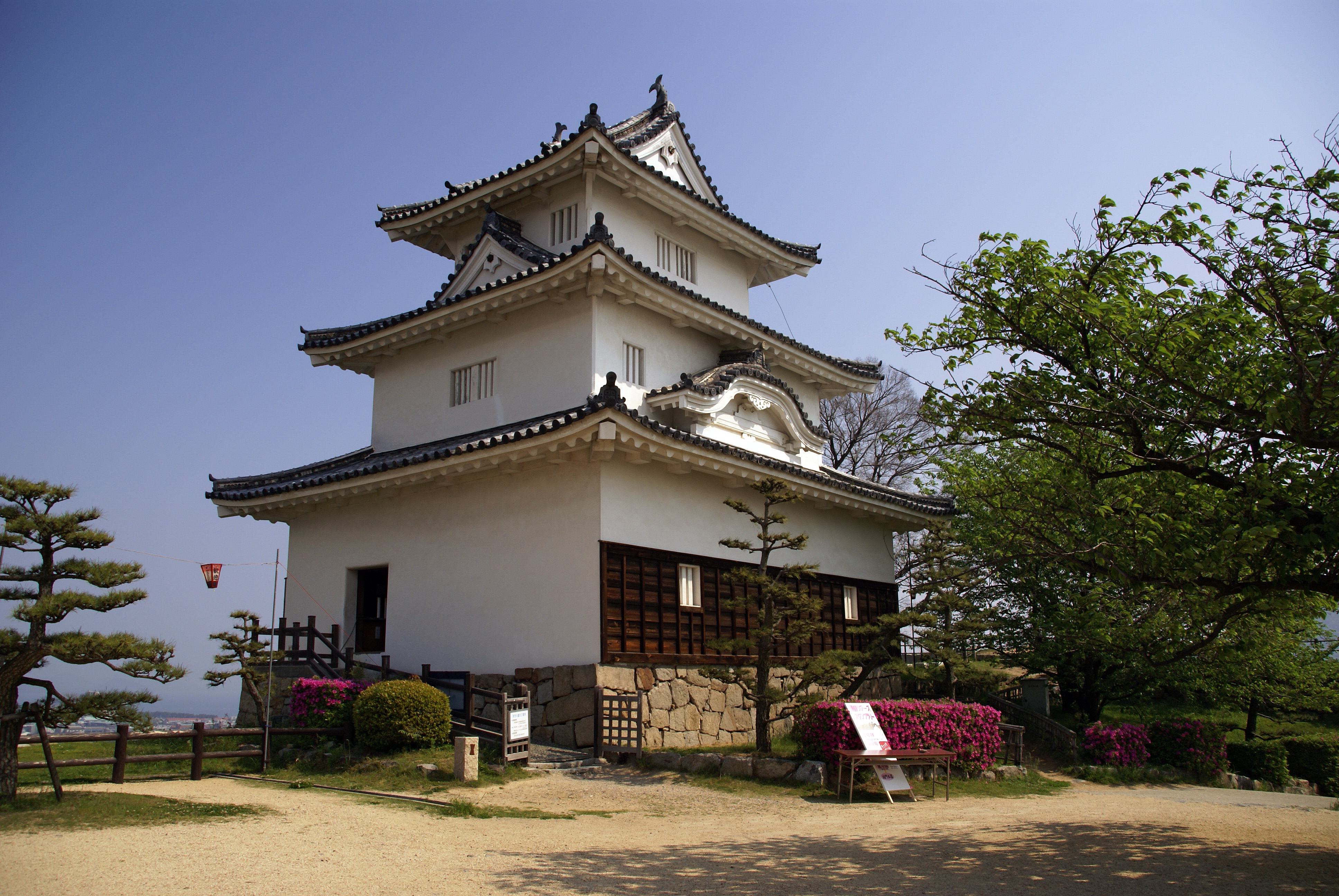
Tenshu du château de Marugame.

- Ville de Marugame, préfecture de Kagawa
- Construit en 1597 - Abandonné en 1871.
- Année de construction du tenshu : 1660.
- Bâtisseur : (Nara Motoyasu) Ikoma Chikamasa.
- Principaux restaurateurs : Yamazaki Ieharu, Kyogoku Takakazu.
- Désignation de bien culturel : site historique, bien culturel important (trois éléments).
- Autres distinctions : figure parmi les cent parcs historiques du Japon et les cent châteaux japonais remarquables (soixante-dix-huitième place).

### Château de Matsuyama

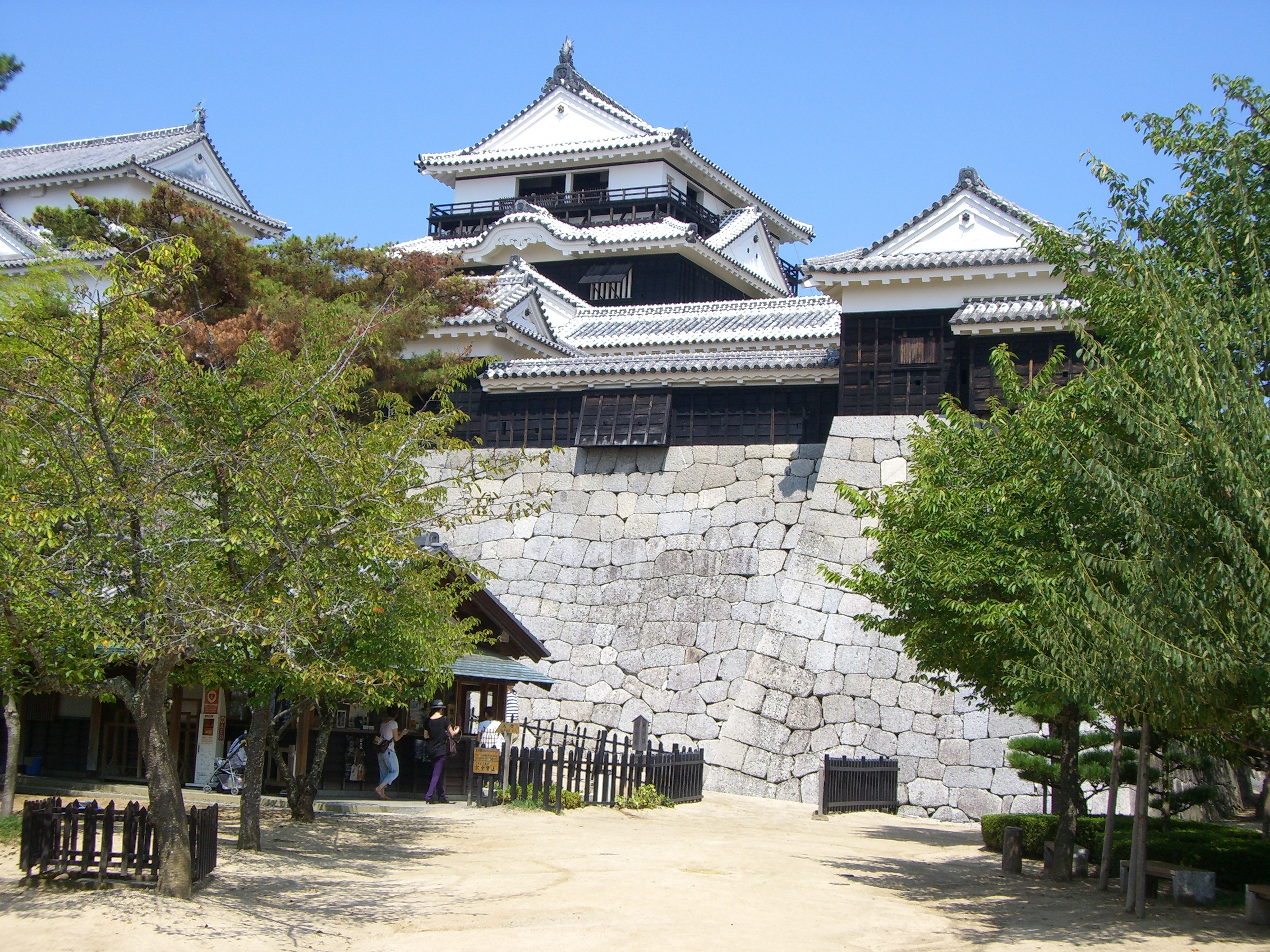
Tenshu du château de Matsuyama.

- Ville de Matsuyama, préfecture d'Ehime.
- Construit en 1602 - Abandonné en 1873.
- Année de construction du tenshu : 1852.
- Bâtisseur : Katō Yoshiaki.
- Principal restaurateur : Matsudaira Katsuyoshi.
- Patrimoine : site historique, bien culturel important (vingt-et-un éléments).
- Autres distinctions : figure parmi les cent plus beaux paysages de cerisiers en fleurs du Japon, les cent parcs historiques du Japon, les cent châteaux japonais remarquables (quatre-vingt-unième place), les cent plus beaux lieux d'Histoire du Japon.

### Château d'Uwajima
- Ville d'Uwajima, préfecture d'Ehime.

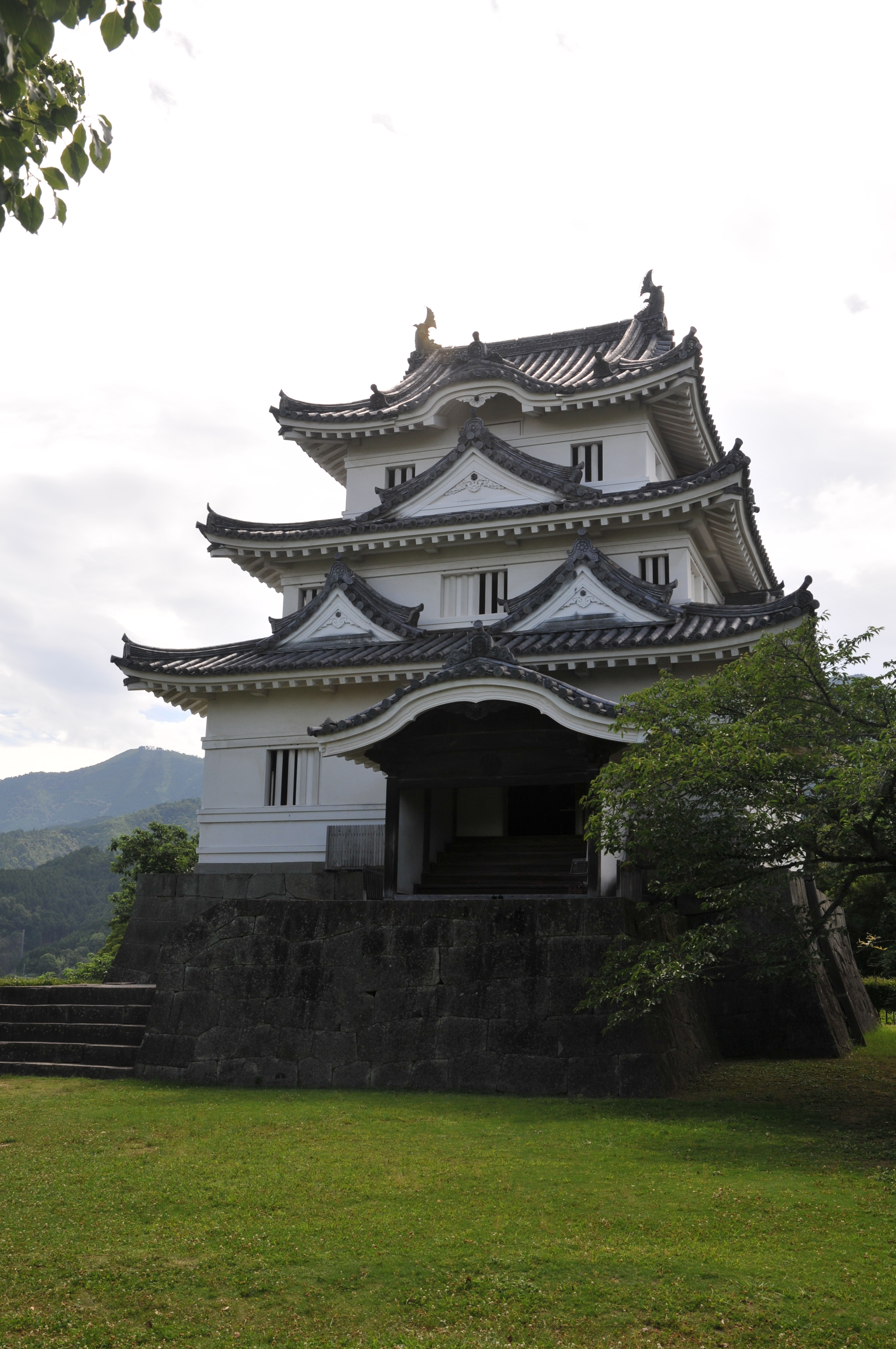
Tenshu du château d'Uwajima.

- Construit en 941 - Abandonné en 1871.
- Année de construction du tenshu : 1666.
- Bâtisseur : Tachibanano Tōyasu.
- Principaux restaurateurs : Tōdō Takatora, Date Munetoshi.
- Patrimoine : site historique, bien culturel important (un élément).
- Autres désignations : figure parmi les cent parcs historiques du Japon (sélection secondaire) et les cent châteaux japonais remarquables (quatre-vingt-troisième place).

### Château de Kōchi

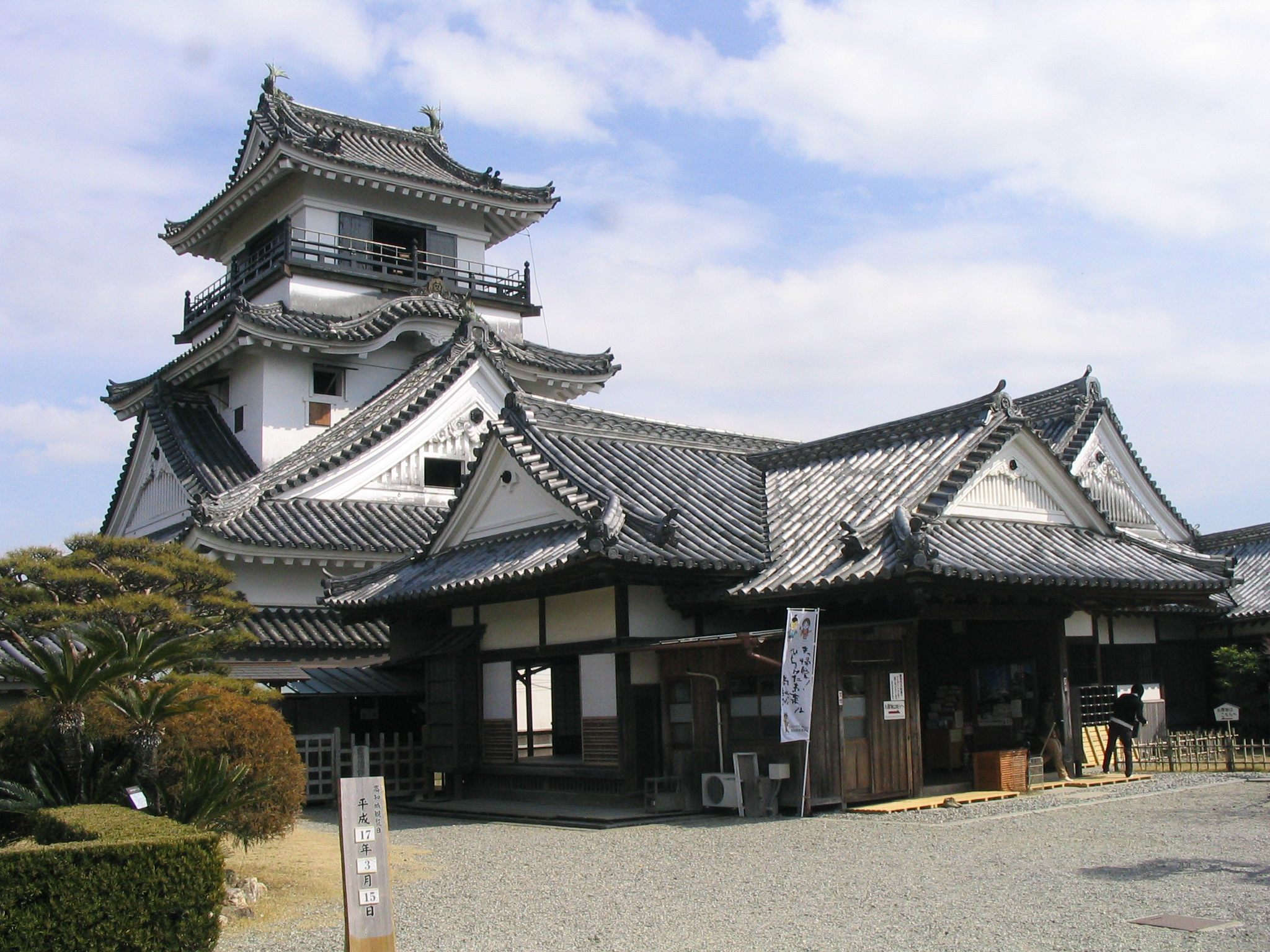
Tenshu du château de Kōchi.

- Ville de Kōchi, Préfecture de Kōchi.
- Construit en 1603 (8e année de Keicho) - abandonné en 1871 (4e année de Meiji).
- Année de construction tenshu : 1747.
- Construit par : Yamauchi Kazutoyo.
- Restaurateur principal : Yamauchi Toyoshiki.
- Patrimoine : site historique, bien culturel important (quinze éléments).
- Autres distinctions : figure parmi les cent parcs historiques du Japon et les cent châteaux japonais remarquables (quatre-vingt-quatrième place).